# モン族 (Hmong)
モン族 (RPA: Hmoob/Moob, IPA: [m̥ɔ̃ŋ]) とは、中国の雲貴高原、ベトナム、ラオス、タイの山岳地帯にすむ民族集団。ミャオ族の下位グループである。

## 概要
モン族の「モン」は自称であり、モン語で「（自由な）人」「自由」「我々」といった意味がある。「白モン」「花モン」など民族衣装の色調に基づいて類別された呼称は他の民族が付けた他称であり、タイでの呼称「メオ（Meo）」はモン族からは蔑称として捉えられている。
アニミズムやシャーマニズムを信仰し、クロスステッチを多用した民族衣装が著名である。モン族全体で漢族に似た30ほどの姓があり、1つの村は1から10種類の姓の父系出自集団によって構成される。家族形態は核家族または既婚の息子家族が同居する拡大家族であり、一夫多妻婚やレビラト婚も存在する。
モン族の本来の生業は移動開拓する焼畑農業であり、海抜千数百メートル程度の山地を開墾し、地力が衰えると放棄して移動した。主な作物は陸稲やトウモロコシだが、かつてはアヘンケシ（芥子）の栽培で有名となった。 近年は、芥子栽培の禁止と焼畑の耕作制限によって常畑農耕による定住生活に切り替わりつつある。

## 歴史
モン族はミャオ族（苗族）と同様に三苗に民族的起源があり、古代には洞庭湖付近から揚子江下流域にかけて居住していたと考えられる。18世紀初頭から、漢族に押し出される形で徐々に南や南西方向へ移動を始めた。
第一次世界大戦末期の1918年から1921年にかけて、インドシナ北部でフランスやタイ族領主からの収奪に反抗し、モンの独立を究極の目標としたパー・チャイの反乱を起こしている。
第一次インドシナ戦争やベトナム戦争のときに、フランスとアメリカは、インドシナ半島の共産主義勢力（ベトミンや北ベトナム、パテート・ラーオなど）と戦うため、ラオスのモン族を数十万人雇った。
ラオス領内におけるアメリカの反共破壊工作は「ラオス秘密戦争」と呼ばれ、中央情報局（CIA）がゲリラ戦の指揮を執った。ラオス領内には、北ベトナム軍が南ベトナムのベトコンに支援物資を送るための「ホーチミン・ルート」と呼ばれる補給路が通っていた。ラオスは中立国だったが、米軍はこの補給路を断つため総量で200万トン以上におよぶ爆撃を行った。ラオスへの爆撃はニクソンによる北爆停止宣言後も行われるほど執拗なものだった。
この爆撃と並行して行われたのが、バン・パオ将軍率いるモン族部隊による補給路の破壊工作である。CIAは金属すら見たことのないモン族に銃の使い方から戦闘機の操縦法まで教え込んだ。モン族の部隊は破壊工作のほか、「サイト85」とよばれる米軍のレーダー基地の守備にもあたった。彼らはラオスの首都ヴィエンチャンから北へ約200キロメートルほどの場所にあるロンチェンの秘密基地を本拠地とした。この基地は1960年代〜70年代当時は地図にも記載されておらず、「世界で最も秘密の場所」と呼ばれた。前述のバン・パオ将軍の家もこのロンチェンにあった。
アメリカがベトナム戦争に敗れると、モン族は見捨てられ行き場を失った。ラオスに成立した共産政権による迫害やベトナム軍による掃討作戦に遭い、女・子供も含めて虐殺された。数十万人のモン族が政治亡命を求めタイに逃げた。これらの難民数千人が1970年代後半から欧米諸国、主にアメリカ、またオーストラリア、フランス、フランス領ギアナ、カナダ、および南米に移住している。このうち在米モン族は約30万人おり、10万人程度がミネソタ州ミネアポリス周辺に集まっている。
その他は国連の本国送還プログラムのもと、ラオスに戻った。ベトナムとカンボジア内戦をめぐって対立したタイや、中越戦争でベトナムやラオスと敵対した中国によって支援されたモン族による反政府活動も起きた。
ラオス国内ではゲリラ化したモン族による抵抗闘争や山賊化したモン族による犯罪が散発的に続き、この問題がいまだに解決していないことを示している。

## モン族が登場する作品
- 映画
  - モン族の少女 パオの物語（英語版） - ゴー・クァン・ハーイ・監督（2006年 ベトナム）
  - グラン・トリノ - クリント・イーストウッド・監督（2008年 米）
- ドラマ
  - グレイズ・アナトミー （Season 2, 第5話 2005年 米）